# Adoncholaimus exoptatus
Adoncholaimus exoptatus is een rondwormensoort uit de familie van de Oncholaimidae.